# Nous sommes l'Église
Nous sommes l'Église (en allemand Wir Sind Kirche, en anglais We Are Church, en italien Noi Siamo Chiesa) ou Nous sommes aussi l'Église (NSAE) est un mouvement international qui prône une réforme libérale du fonctionnement de l'Église catholique, notamment à la suite du scandale à répétition des prêtres pédocriminels. Le mouvement, qui se réclame du concile Vatican-II, appelle l'Église à prendre en compte le besoin des laïcs d'exercer davantage d'autorité à tous les niveaux de l'institution.

## Revendications

### Une volonté de rapprocher le clergé des fidèles
Les changements souhaités par l'organisation ont été écrits dans un manifeste en sept points,, :
- les prêtres, les évêques, les cardinaux et le Vatican doivent rendre plus souvent compte de leur action auprès du peuple de Dieu, qui est l'Église dans sa totalité ;
- moins de hiérarchie ;
- plus de participation des femmes dans l'Église, en particulier des religieuses ;
- mettre fin au célibat des prêtres ;
- une attitude positive vis-à-vis de la sexualité, y compris l'homosexualité ;
- promouvoir un message de joie, plutôt que de menace ou de discrimination.

### Vers une désacralisation de la messe et de l'eucharistie
Le mouvement prône l'abandon du dogme de la présence réelle du Christ dans l'eucharistie (transsubstantiation) et le renoncement à la notion de sacrifice : selon ses partisans, « la célébration eucharistique devrait être présentée comme mémoire de la vie toute entière de Jésus ».
Pour la messe, Wir Sind Kirche prône une liturgie assouplie et laissée à la liberté de chaque prêtre et communauté paroissiale : « chaque célébration eucharistique devrait se ’baigner’ dans le temps et l’espace et ne devrait pas être codifiée jusque dans le plus petit détail ».
Le mouvement propose de faire célébrer la messe par des laïcs, ce qui a été vivement refusé et dénoncé comme une « attitude dangereuse » par les évêques d'Autriche réunis en assemblée plénière, fin 2011.

## Histoire
Wir Sind Kirche apparaît en Autriche en 1995, à la suite d'une grande consultation lancée en Allemagne et dans le Tyrol italien, présentée comme un référendum, et ayant recueilli plus de 2,5 millions de signatures « pour le renouveau de l'Église catholique ». En 1996, le mouvement est officiellement fondé à Rome et se structure comme une organisation internationale.
En juillet 2013, le père Helmut Schüller entame un tour d'Amérique en trois semaines. À l’invitation de dix mouvements catholiques nord-américains en faveur de réformes profondes dans l’Église, le père Schüller prend la parole dans quinze villes américaines du 16 juillet au 7 août. Cependant, le cardinal Sean O’Malley, archevêque de Boston, a interdit au père Schüller de prendre la parole dans une propriété appartenant à l’Église.
D’après un sondage effectué l'été 2011 par l’institut Oekonsult, plus de 71 % des Autrichiens estiment « juste et adéquate » l’initiative portée par le père Helmut Schüller.
Martha Heizer, responsable du mouvement autrichien, est excommuniée par l'évêque d'Innsbruck le 21 mai 2014 pour avoir fait célébrer des eucharisties sans prêtres.